# Tiburzio Rosd
Tiburzio (I) Rosd (in ungherese Rosd nembeli (I.) "Nagy" Tiborc; ... – dopo il 1222) fu un nobile ungherese vissuto a cavallo tra il XII e il XIII secolo il quale ricoprì il ruolo di ispán (capo) di vari comitati durante il regno di Emerico e poi di Andrea II.

## Biografia
Di origine incerta, secondo lo storico György Györffy, presumibilmente era legato alla famiglia dei Rosd o dei Kartal, ma nessuna ipotesi può essere confermata da una qualche fonte medievale. László Makkai ha ritenuto che Tiburzio appartenesse alla famiglia dei Kartal. Sulla base delle proprietà terriere di Tiburzio e dei suoi discendenti, lo storico Attila Zsoldos ha sostenuto che Tiburzio fosse un membro di quel ramo della famiglia Rosd, che gradualmente si separò dal ramo principale con una fortuna relativamente insignificante negli ultimi decenni del XII secolo, forse a causa dell'avanzata politica di Tiburzio.
Tiburzio ebbe un figlio, Farkas I. I discendenti di Tiburzio (nipoti Tiburzio II e Martino e pronipoti Farkas II, Tiburzio III e Pietro) erano considerati sostenitori del re Béla IV d'Ungheria, che donò alla famiglia diversi feudi in vari comitati nei decenni successivi. L'ultimo membro noto della famiglia fu il pronipote Tommaso, la cui ultima menzione nei documenti dell'epoca risale al 1299.

### Confidente del re
Tiburzio fu un confidente di re Emerico, il cui intero regno fu caratterizzato dalle sue lotte per il potere supremo contro il fratello minore ribelle (si veda guerra dei fratelli), il duca Andrea. Il suo nome appare per la prima volta in documenti contemporanei nel 1198, quando prestò servizio come ispán del comitato di Albareale nel 1198. Fu nominato ispán del comitato di Szolnok nel 1199, succedendo ad Ampud. Viene definito dai documenti medievali quale ispán del comitato di Bodrog nel periodo dal 1201 al 1204. Tiburzio fondò un monastero benedettini nell'isola di Rosd (oggi detta isola di Szentendre) tra il 1198 e il 1205, dedicata al Santo Salvatore (in latino S. Salvator de Insula Rosd). In seguito, il monastero (e più tardi il villaggio che ne nacque) fu chiamato Szigetmonostor, Rosdmonostor o Tiborcmonostor (letteralmente "monastero di Tiburzio"). La sua esistenza è menzionata per la prima volta in un documento contemporaneo del 1217, ma potrebbe aver cessato di esistere prima del XIV secolo.
All'inizio, Tiburzio e la sua famiglia possedevano dei feudi nell'omonima isola di Rösd e nell'area circostante dall'altra parte del fiume Danubio, nel comitato di Pilis, ad esempio Pomáz e Szencse. Grazie al suo servizio, a Tiburzio fu concessa la signoria di Vöröskő e degli insediamenti circostanti nel comitato di Pozsony da re Emerico, secondo una carta reale del 1245, che lo indicava come Tiburzio il Grande. È plausibile che Tiburzio o uno dei suoi discendenti (il figlio Farkas o il nipote Tiburzio II) vi avesse costruito una fortezza (l'attuale castello di Červený Kameň, in Slovacchia).
Dopo l'ascesa al trono magiaro di Andrea II nel 1205, Tiburzio perse temporaneamente la sua influenza politica. Il nuovo monarca intendeva riconciliare i cortigiani del defunto fratello, il che gli permise di tornare nell'élite, sebbene inizialmente ricevesse solo incarichi nominali. Fu menzionato come giudice principale della corte reale sotto Gertrude di Merania nel 1206, mentre svolse anche la funzione di ispán del comitato di Fejér dal 1206 al 1207. Gli subentrò come giudice Pietro, figlio di Töre nel 1207. Tiburzio viene menzionato come ispán del comitato di Nyitra nel 1211. In questa veste, partecipò alla campagna militare contro il principato di Galizia nel settembre 1211. Ricoprì la carica di ispán del comitato di Moson nel 1213 e del comitato di Újvár nel 1215. Successivamente, si schierò con l'opposizione interna al governo di re Andrea. Quando il loro movimento costrinse il monarca a ratificare la Bolla d'oro del 1222, Tiburzio divenne ispán del comitato di Pozsony, dove si trovavano i suoi possedimenti principali, ma fu presto destituito proprio in quell'anno, quando Andrea II riprese il potere.